# San Mauricio (Buenos Aires)
San Mauricio es una localidad argentina del partido de Rivadavia, en la provincia de Buenos Aires.

## Historia
San Mauricio fue fundado el 22 de septiembre de 1884, cuando las tierras pertenecían al partido de Lincoln. El partido de Trenque Lauquen, al igual que el partido de General Villegas, fueron creados dos años después por ley del 28 de julio de 1886. Mauricio Duva estaba instalado en su pueblo y ya figuraba como propietario de las tierras. Es este caserío junto con Fortín Olavarría, el más antiguo de la región. Una inscripción que existía sobre el zaguán de entrada de la casa de Mauricio Duva certificaba el año de creación, “Fundé 1884-Aquí 1910”.  
Los hermanos Duva, Mauricio y Jacinto, inmigrantes italianos provenientes de Monte Murro, provincia de Potenza (Basilicata), llegaron a estos lugares alrededor de 1883. Aventureros ellos, transitaban el “Camino de la Zanja” rumbo al norte, o a cualquier parte, y quiso el destino que uno de sus carros quedase en esa huella, cerca del “Fortín Gaspar Campos”. Era la señal esperada para decidir el lugar para instalarse. El viaje proyectado concluyó allí. Plantaron un roble que traían desde su vieja aldea italiana, se encomendaron a su santo y comenzaron la tarea de fundar un pueblo. 
El 12 de septiembre de 1892 se colocó la piedra fundamental de la capilla de San Mauricio. Los costos de la edificación fueron aportados casi en su totalidad por los hermanos Duva, los bancos llevan los nombres de los donantes al igual que la pila bautismal. Fue consagrada el 24 de diciembre de 1893 por Monseñor Antonio Espinosa, quien acompañó a Julio Argentino Roca como capellán en la “Campaña al Desierto” de 1879.

## Ubicación
La localidad se encuentra en el noroeste de la provincia de Buenos Aires. Contaba con una estación correspondiente al Ferrocarril Sarmiento en el ramal que corría entre Bragado y General Pico.
Dista 33 km de la localidad de América, accediéndose por la ruta provincial 70 desde el este y 16 km de González Moreno accediéndose desde el oeste por la ruta provincial 70.

## Población
Cuenta con 18 habitantes (Indec, 2010), lo que representa un descenso del 35% frente a los 28 habitantes (Indec, 2001) del censo anterior
| Gráfica de evolución demográfica de San Mauricio entre 1991 y 2010 |
|                                                                    |
| Fuente: Censos nacionales del INDEC                                |